# Список персонажей комиксов об Астериксе

## Галлы

### Астерикс
Один из самых рассудительных и здравомыслящих жителей деревни, потому обычно именно его выбирают для любого опасного, важного или необычного задания. Маленький, не обладающий могучим телосложением воин, полагающийся в основном на хитрость и сообразительность, чем на грубую силу. Хотя всегда не против почесать кулаки о римские доспехи. Лучший друг Обеликса и один из немногих, кто умеет охладить пыл разносчика менгиров. Он и Обеликс появились на свет в один день и в одно и тоже время.

### Обеликс
Неразлучный друг Астерикса. Романтик, отлично танцует, хорошо сочиняет стихи. Имеет собственный бизнес по доставке менгиров (больших камней). Любит трескать диких кабанов в особо больших количествах. Всегда готов бросить все свои дела, и отправиться вместе с Астериксом в гущу опасности — лишь бы попадались в избытке дикие кабаны, чтобы их можно было есть, и римские легионеры, чтобы их можно было как следует проучить.
Обеликс обладает огромной силой и без волшебного зелья; просто в детстве он свалился в большой котёл с этим напитком, и нахлебался его с избытком. Теперь ему зелье противопоказано, чему он сам не слишком-то рад.

### Автомати́кс
Деревенский кузнец. Автоматикс — довольно вспыльчивый и сильный громила-грубиян. Очень не любит тухлую рыбу Антисанитарикса и ушераздирающие песни Какофоникса, отчего этим двоим постоянно достается от кузнеца.

### Антисанитари́кс
Торговец рыбой отнюдь не первой свежести, чего никогда сам не признает. Из-за этого между ним и Автоматиксом постоянно завязывается спор, переходящий в стычку и достигающий апогея в форме привычной деревенской «Битвы за рыбу».

### Ветера́никс
Старейший житель деревни. Все такой же бойкий, как в былые года, и легко может настучать тем, кто его ненароком зацепит.

### Авторитари́кс
Вождь деревни галлов. Величественен, смел и вспыльчив. Старый могучий воин, которого уважают свои и боятся чужие. Сам Авторитарикс боится только одного — что небеса рухнут ему на голову не далее как завтра, поэтому его девиз: «Завтра никогда не наступит!».

### Идефикс
Верный песик Обеликса, которого хозяин упорно пытается обучить искусству таскать здоровенные менгиры. Идефикс готов бросить все свои дела и отправиться в приключения с Астериксом и Обеликсом. Очень предан своему хозяину.

### Бонминь
Супруга вождя Авторитарикса. Вспыльчивая, строгая, заботливая.

### Какофо́никс
Поэт, музыкант, и исполнитель песен собственного сочинения. Одним словом — деревенский бард. Преподаватель искусств в местной школе. Мнения о его музыкальных дарованиях расходятся: Какофоникс считает себя гением, все остальные (кроме детей и молодежи) считают его невыносимым. Но, когда Какофоникс молчит, а ещё лучше спит, или сидит связанный верёвками и с кляпом во рту, он всем очень даже симпатичен.

### Мадам Ветераникс
Молодая жена Ветераникса. Как жена старейшего жителя деревни, является одной из круга важнейших деревенских жен. Отличная швея, но также она — единственная женщина из деревни, которая не занимается домашними делами.

### Панорамикс
Почтенный деревенский друид, один из немногих здравомыслящих жителей деревни. Собирает омелу золотым серпом и варит волшебное зелье. Специализируется на снадобье, придающем сверхчеловеческую силу. Однако в рукаве у него имеются и другие любопытные рецепты.
Несмотря на всю свою мудрость, Панорамикс доверчив и довольно беспечен, из-за чего не раз становился объектом нападений и похищений различных тёмных личностей, заинтересованных в его магических способностях.

### Простопникс
Юный племянник вождя деревни Авторитарикса, любитель быстрых колесниц, сделанных в Медиолануме (Милане), и большой поклонник шумной музыки катакомб Лютеции, Простопникс был послан отцом в деревню, чтобы стать настоящим галльским воином.
Астерикс и Обеликс понесли ответственность за его обучение, но вынуждены были бороться с ужасными викингами, которые посчитали Простопникса экспертом по страху, который научит их летать.

### Трагикоми́кс
Жених Фальбалы, был призван на службу в римскую армию, несмотря на то что является противником Юлия Цезаря и Сципиона, служил в Африканских землях. Астерикс и Обеликс отправились туда, чтобы найти его и вернуть Фальбале. Сами того не зная, попутно они внесли свой вклад в победу Цезаря.

### Фальбала
Красивая молодая леди, дочь Сопорификса. Знает о своих достоинствах и о том как их использовать. Именно из-за чувств к ней Обеликс записался в легионеры. К сожалению, чувства остались невзаимными.

### Адреналин
Дочь Верцингеторикса. Упрямая, во многом похожа на отца, но, в отличие от него, не хочет воевать. Носит на шее золотой торквес.

### Алкоголикс
Торговец вином. Введен в комиксы художником, решившим пошутить и разместившим его имя на одной из винных лавок.

### Анжелика
Няня Фэнзин и её посланец. Очень сдержанна и уверена в себе, очень любит свою воспитанницу.

### Археоптерикс
Старейший из всех друидов, живет в самом высоком дубе в глубине священного леса друидов, ходячая энциклопедия всех знаний. Учитель Панорамикса.

### Астроно́микс
Отец Астерикса. Владелец бизнеса по торговле сувенирами вместе с отцом Обеликса. Знаток маркетинга: «Инвестируйте в галльскую керамику, это — безопасная ставка и обеспеченное будущее!»
Так же весел и умен, как его сын, только чуть менее резкий. Пытается сосватать Астериксу Латравиату вместе со своей женой, матерью Астерикса.

### Бактерия
Жена Антисанитарикса. Помогает своему супругу продавать рыбу не самой первой свежести. Мать двоих детей. Тихая и скромная, но ни за что не скроет что она о вас думает.

### Барометрикс
Друид, который умеет заговаривать порошки. Произвел революцию в условиях передвижения друидов, придумав способ, позволяющий делать зелья в виде порошков, и так транспортировать их в менее громоздких пакетиках.
Гениальный изобретатель, стремится путешествовать налегке при любых обстоятельствах. Барометрикс даже смог сделать карманную кастрюлю. 
Уважаемый друид, как и все друиды приходил на собрание в лесу, гарантируя, что его изобретение — это не «пыль в глаза».
Один из друидов, который пытался получить на ежегодном собрании Золотой Менгир, который вызывал куда больше соревновательного энтузиазма, чем любой нынешний «Оскар».
Барометрикс пытался произвести впечатление, вызвав дождь на собрании после того как бросил в воздух магический порошок.

### Берликс
Преподаватель языков «Живых». Латынь — особенно «живой» язык.
Вместе с Кассием Керамиксом возглавляет абсурдное движение «римизации».

### Бикарбонатофсода
Помощница друида Психоаналитикса, эксперт по страданиям, моральным и психологическим аспектам. Возвышенное Бикарбонатофсода видит красивым.

### Ботаникс
Друид, специализирующийся на травах и зельях из них. Разработал препарат особо концентрированный: несколько капель достаточно для того, чтобы выращивать в любое время года великолепные букеты.

### Бравура
Гениальная женщина, которая смогла устроить первый беспорядок в деревне. Утверждает что «настало время женщин».

### Ванилла
Мама Обеликса. Очень обеспокоена вопросом обеспечения Обеликса славной женой, которая будет готовить ему здоровую и полезную пищу. Прилагает к этому максимум усилий: созывает бардов из соседних деревень, чтобы устроить большую вечеринку со всеми девушками деревни. К сожалению, хоть Обеликс и присутствует на «музыкальном ринге», но его идеальной партнершей выступает менгир. Очень любима сыном и мужем.

### Гидрофобия
Бесподобная торговка, которая использует все богатства ораторского мастерства жителей Массалии, чтобы соблазнить вас её свежевыловленными морскими ежами и восхитительной рыбой-скорпионом. Жена Цезаря Грандприкса, она с любовью готовит буйабес на вынос для Астерикса и Обеликса, в то время как ее муж сдерживает римлян, обещая им «кровопролития», если они осмелятся прервать игру в шары.

### Гомеопатикс
Брат Импедименты. Живет в Лютеции. Сестра часто его навещает, чем очень недоволен Авторитарикс.

### Грубияникс
Вождь одной из галльских деревень (точнее одной её половины). Терпеть не может своего конкурента — вождя второй половины деревни, подозревая его в хищении голосов. Настолько жаждет власти, что называет её своим любимым блюдом. Обещает свою дочь в жены Кислотиксу, в обмен на поддержку римских армий, чтобы они помогли ему захватить деревню целиком.

### Дваждыполемикс
«Тот, кто доставляет новости». Некоторые его сведения имеют взрывное содержание, особенно когда они угрожают Юлию Цезарю.

### Диагностикс
Друид-диетолог. Почтенный друид. Начальник спа-центра в Приморском курорте отеля «Aquae Calidae». Пытается убедить Обеликса в необходимости диеты, даже посредством кулаков.

### Инстантмикс
Владелец галльского ресторана в Риме, мечтает стать владельцем римского ресторана в Галлии. Официальный поставщик кабанов для Обеликса, который съедает их, даже не замечая секретных сообщений, тщательно спрятанных внутри хозяином ресторана.

### Кассиус Керамикс
Отвратительный руководитель «Галло-Романизации», пытающийся совместить две несовместимые воюющие нации в сестринские, воплощая это перед захватчиками («Рим, милый Рим!»), Кассиус Керамикс — это коктейль из глупости, амбиций и трусости.

### Кислотикс
Кислотикс — отрицательный персонаж, лицом похожий на маринованную селедку (и даже пахнет как она), который сеет раздор везде, где появляется.

### Корица (Заза)
Подросток, считает себя пупом Земли. Когда она с родителями прибывает в деревню на повозке, капризно требует у Обеликса, чтобы он помог ей спуститься.

### Красото́никс
Глава подольщиков города Лугдуна (Лиона, сопротивляющегося захватчикам), он оказывает столь драгоценную помощь двум братьям по оружию Астериксу и Обеликсу, когда они пытаются защититься от римских гарнизонов префекта Ядовитуса Грибокуса.

### Металлургикс
Дальний родственник Обеликса. Самый известный производитель золотых серпов в Лютеции. Панорамикс никогда не собирает омелу серпом, на котором нету подписи Металлургикса.
Когда за Металлургикса назначили награду — столько золота сколько он весит, главарь банды разбойников впадает в ярость и похищает его, устроив потом торговлю серпами на черном рынке, в обоход налога на серпы.
К счастью, Астериксу и Обеликсу удалось спасти Металлургикса, и он снова стал заниматься любимым делом.

### Моральэластикс
Мошенник, известный шеф-повар деревни галлов. Прикрывается патриотизмом, скрывая свою сущность предателя. Все знают насколько это плохо, когда галл не имеет морали.

### Непатриотикс
Бродяга, обитающий в лесу. Пользуется страстью вечно голодного до кабанов Обеликса и задерживает у себя этих двух галлов, выполняя миссию, порученную римлянами — задержать их до прихода римского гарнизона.
Правда Непатриотикс просчитался — когда римляне пришли, они увидели не двух, а одного галла; всё потому что Обеликс не наелся и снова ушел охотиться на кабанов.
Ярость Обеликса надолго излечила Непатриотикса от болезни предательства.

### Нольнольшестикс
Друид-шпион. Двойной агент, начальник тайной полиции Юлия Цезаря. Коварен. Готов приложить всю свою хитрость и усилия древних технологий, чтобы попытаться обмануть Галлов и Римлян, и единолично владеть тайным зельем, которое делает непобедимым того, кто его потребляет.

### Обелискудикс
Отец Обеликса. Коммерсант, друг и партнер по бизнесу отца Астерикса.

### Одаликс
Повар-отравитель. Принимал у себя Астерикса и Обеликса во время их тура по Галлии. Предал их римлянам, добавив в приготовленное кабанье жаркое мощное снотворное.

### Ортопе́дикс
Хозяин гостиницы, жил весьма спокойно. Однако пьяный легионер, ввалившийся в деревню галлов и потребовавший выпивки и еды, нарушил этот покой.

### Паралимпикс
Глава преступного мира. Босс «ночного клуба», где можно послушать концерт бардов-рок-н-рольщиков и за две бронзовых монеты воспользоваться гардеробом его бабушки, он создал налог на золотые серпы от имени изменника префекта Грахуса Пледантуса.
Взяв на себя ответственность за похищение Металлургикса, он, не колеблясь, угрожаем насилием и репрессиям бедному хозяину гостиницы «Le Bouclier arverne», который имел неприятность оказаться сообщником.
Несмотря на общую грозность и опасность, он становится гораздо менее угрожающим, когда Обеликс подбивает ему глаз.

### Пиканмикс
Маленькая светлая голова деревни. Его пытались захватить в плен римляне, однако, на его счастье, он имел под рукой лук и немного стрел, и смог продержаться до прихода Астерикса, который помог ему отбиться при помощи волшебного зелья.
Когда в деревне галлов узнают о произошедшем — галлы приходят в ярость, и решают создать карательную экспедицию.

### Полюбвикс
Галл, умудрившийся влюбиться в греческую царевну и втянуть Астерикса и Обеликса в участие на Олимпийских Играх.

### Пралин
Мать Астерикса. Очень заботливая мать: едва появилась в доме сына — превратилась в настоящую домашнюю фею. Пытается убедить Астерикса выбрать подругу жизни. Приглашает к нему девушек из родной деревни и из соседней, устраивая вечеринку, но напрасно.

### Проликс
Предсказатель, появившийся в доме Авторитарикса, собравший там всех жителей деревни. Кто-то называет его шарлатаном, кто-то верит в его талант. Не в состоянии предсказать свое собственное будущее.

### Психоаналитикс
Лечение Психоаналитикса — это то, что не забывается. Опередил свое время на 2000 лет, друид-предтеча борющийся с психическими расстройствами, принимая на диване в своей хижине пациентов, которые сошли с ума или страдают от тревоги.

### Септантесикс
Друид из Бельгии, друг Панорамикса. Участвует в борьбе за Золотой Менгир, демонстрируя зелье которое делает его нечувствительным к боли. В доказательство работы вынимает картошку из кипящего масла голыми руками. Является автором идеи жареных яблок.

### Синьорсервикс
Капитан судна, перевозящего менгиры из Арморики. Стоя вместе с экипажем в порту, он знакомится с Астериксом и Обеликсом, и оказывает им неоценимую помощь, взяв их с собой, таким образом завершив их славный Тур по Галлии.

### Сульфурикс
Друид, который был старым другом Панорамикса. Сейчас он хочет завладеть тайной волшебного зелья. 

### Тенансикс
Один из деревенских обывателей, участвует в деревенских танцах. Имеет наградной нагрудный знак.

### Термостатикс
Друид-диетолог, любитель винограда. Владелец спа-центра в Ла-Бурбуль, создавший полный курс лечения желающим обрести здоровое тело (для тех, кто желает обрести здоровый дух, рекомендует пройти обследование у Психоаналитикса).
В программе лечения: душевые, сушилки, бани и различные виды массажа, не говоря уже о жестокой диете на винограде.

### Тунафикс
Владелец одного из магазинчиков в Мессалии.

### Туповатикс
Продавец золотых серпов в сложные времена Лютеции (по крайней мере Астерикс и Панорамикс его таковым считали). На самом деле — форменный плут и бродяга, решивший нажиться за счет пропажи Металлургикса и налога на золотые серпы. Именно он похитил Металлургикса для роста своей торговли.

### Умникс
Соперник Грубияникса, вождь левой половины деревни. Подозревается в подкупе избирателей. Импульсивен и непредсказуем в борьбе, но знает как показать себя полезным — не колеблясь соглашается помочь Грубияниксу, когда тот попал в плен.

### Фэнзин
Женщина с сильным характером, не стесняется выразить свой гнев, разбивая вазы об головы тех, кто ей противен. Возлюбленная Хистрионикса.

### Хистрионикс
Галл-герой. Предпринимает поездку в деревню Астерикса за помощью. Когда Кислотикс похищает Фэнзин, Хистрионикс без раздумий бросается к ней на помощь, ведь влюблен в неё.

### Цезарь Грандприкс
Хозяин таверны, использует имя тезки и его страшную помпезность, пугает ею весь римский гарнизон, позволяя Астериксу и Обеликсу пройти Массалию без проблем, с буйабесом «на вынос», подготовленный женой этого южного Цезаря.

### Шантеклерикс
Гордый петух из Деревни Галлов. Деревенская живая достопримечательность (после кабанов разумеется).

### Эластикс
Маленький галл, ученик в школе Деревни Галлов, обучается у Берликса — поборника «римизации». Поднял руку, когда хотел выйти, а вошедший легионер решил что его приветствуют.

## Римляне

### Юлий Цезарь
Император Рима.

### Инсалабриус
Главный тренер гладиаторов. Как и его хозяин, горел идеей сделать Астерикса и Обеликса звездами гладиаторской сцены.

### Артериосклерозус
Один из двух «таможенников», назначенных Римом на границе Галлии и Германии.

### Бегония
Римская матрона, посещающая теплые провинции на юге Испании. Ходят слухи, что она является сводной сестрой Цезаря. Этого достаточно, чтобы она имела все, что только попросит.
Участвовала в изобретении импровизированной Корриды: когда она случайно роняет свой великолепный красный плащ, Астерикс использует его, чтобы успокоить нападающего дикого быка. Была в восторге от Астерикса настолько, что даже хотела о нем рассказать своим друзьям в Риме.

### Бонус Промоплус
Консультант и редактор Юлия Цезаря. Советует своему императору скрыть в его мемуарах многочисленные неудачи с деревней Несгибаемых Галлов. Дал задание одному из своих «литературных негров» работать над составлением Комментариев о Галльской Войне с целью сохранения исторической правды, затем похищает у него свиток с частью глав и передает его римскому корреспонденту «Утра в Лютеции».

### Бонусмалус
Консул, изгнанный из Рима Цезарем, хочет отомстить за натравление армий против него. Является членом круга заговорщиков, желающих свергнуть Цезаря.

### Брут
Папенькин сынок (точнее сказать — любимый и единственный приемный сын Цезаря). Играл с кинжалом, когда гадалка предсказала Цезарю, что ему нечего бояться, пока его приемный сын рядом. Был готов на все ради устранения Цезаря и своего соперника Цезариона (Птолемея XVI) — сына Цезаря и Клеопатры.

### Вексатиус Синуситус
Налоговый инспектор, который хотел разоблачить финансовые махинации Цезаря, за что его пытались отравить.

### Волчаникус
Один из гладиаторов, сущий зверь. Очень любит играть в чехарду и выдавать себя за простодушного весельчака, чтобы потом раскрыться в полной жестокости.

### Гаилиус
Известный ведущий игры в лотерею. Проводит её в компании своей коллеги-весталки. Прекрасно умеет захватывать внимание публики. Ведущий, который не имеет конкуренции.

### Гастроэнтеритус
Один из двух таможенников, поставленных Римом на границе Галлии и Германии. В теории, это должно работать дольше, чем до появления готов на границе.

### Грахус Гаровирус
Римский губернатор города Кондейт.

### Грахус Кетинконсенсус
Главный генерал Цезаря. Был в окружении императора весьма недолго. В конце концов, даже после насмешек Цезаря, ему поставили памятник на Арене Колизея. Пробовал волшебное зелье, после чего превратился в статую.

### Грахус Неплевкогнойникус
Мамочкин сыночек-центурион из лагеря Петибонум, жертва поступающих сверху приказов, вечно приводящих его к печальным последствиям.

### Грахус Плетантус
Префект в Лютеции, со скуки вводящий налоги на торговлю золотыми серпами.

### Грахус Секстилиус
Стражник у лагеря Петитбонум. Понимает как бесконечно длится жизнь вблизи с бунтующими галлами. Как и многие, ужасается при мысли о встрече с галлами, радуется если удалось пленить кого-то безболезненно, и лучшим нападением на галлов считает тактическое отступление в укрепленный лагерь.

### Гробианус
Охранник Цезаря — гора мышц, которая обычно используется для того, чтобы здороваться. Римлянин, не дооценивший силу Гинфиса — египтянина-шпиона, напившегося зелья на стройке Эдифиса.

### Детригнус
Коварный советник Цезаря. Один из лучших римских агентов — гарантированно сеет вражду, зависть и раздор всюду, где находится. Амбициозен, и жаждет свергнуть Цезаря. Однажды, это ему почти удается, когда он заставляет Гетафикса сварить для него волшебное зелье.

### Джулиус Монотонус
Легионер из третьей когорты, решивший поискать двух наглых готов, шастающих по римской территории. У этой истории был очень печальный конец (если размышлять с точки зрения римлян). Астерикс и Обеликс разжились римскими доспехами для проникновения в лагерь.

### Дульчия
Жена Нулеминуса, мать Проказникуса. Безумно рада, когда её муж выигрывает в лотырею.

### Занозикус
Архитектор, проектировавший по заказу Цезаря у деревни галлов «Землю Богов», которые должны были заставить галлов принять у себя римскую цивилизацию. Не учился в школе, и его расчеты не очень помогают справиться с магией Панорамикса. Некоторые из построенных им зданий не развалились.

### Игнорамус
Центурион, руководящий лагерем «штурмующим» деревню галлов. Лелеет мечты о славе, но прощаться с ними, когда Цезарь дарит легион римлян Обеликсу на День Рождения. Легионер уверенный в себе и властный воин, что делает его идеальным командиром Цезаря.

### Кадаверус
Очень глупый римский легионер. Доброволец, на котором Панорамикс и Септантесикс демонстрировали свое друидское искусство, чтобы попасть в Карнутский лес.

### Кайафи Риэлторус
Сенатор, присланный Римом, чтобы следить за стройкой Занозикуса. Не юрист. Просто сенатор.

### Калигула Минус
Римский легионер, посланный Каюсом Бонусом шпионить в деревню галлов.

### Каюс Аэробус
Один из центурионов лагеря «Аквариум». Малоизвестный, но успешный.

### Каюс Бонус
Один из римских центурионов. Мечтал свергнуть Цезаря, посылал в деревню к галлам шпиона, чтобы выведать их секрет. Позже схватил Панорамикса, и друид вместе с Астериксом знатно поиздевались над ним, то поя его солдат зельем для роста волос, то гоняя за клубникой. В итоге отправился в заслуженный отпуск — в Монголию.

### Каюс Джолигибус
Худший «гадкий утёнок» в римской армии. Алкоголик. Большую часть своего времени посвящает уборке. Служит 15 лет и ни разу не повышался в звании.

### Каюс Маршеопус
Легионер, у которого нет собаки. Ощущает что жизнь легионера превращается в что-то бесконечно длинное вблизи деревушки Неукротимых Галлов. Как и прочие легионеры лагеря Петитбонум, знает: их жизнь — это постоянно усиливающиеся унижения. Радуется, если встреча с галлами прошла безболезненно (что бывает очень редко).

### Каюс Масенкус
Глава тайной полиции Цезаря.

### Каюс Перевертускс
Выпускник Новой Школы, «осуждающий» Цезаря. Спекулирует менгирами. Эксперт Биржи. Очень опасный персонаж.

### Каюс Спиритус
Губернатор провинции Лондиниум. Римский военачальник, пытавшийся отбить у галлов бочку с волшебным зельем во время их путешествия в Британию. Готов на все ради выполнения своей цели.

### Кайюс (Кай) Соплюс
Центурион Цезаря.Руководил атакой на дворец,строящийся Номернабисом.В доспехе похож на Дарта Вейдера

### Каюс Тупиус
Тренер гладиаторов в римском Колизее.

### Каюс Эвкалиптус
Ответственный за сбор налогов, пошлин, штрафов и прочих сборов.

### Квинтилиус
Дремлющий римский центурион. Преисполнен решимости арестовать Астерикса и Обеликса, когда они прибыли в город Камбре в поисках мятных конфет «Дурилок». Засыпает под колыбельную «Спи маленький римлянин, не горюй».

### Клавдиус Мускулус
Легионер, выбранный для участия в Олимпийских Играх.

### Клавдиус Квинтилиус
Один из легионеров у деревеньки галлов. Не заметил Астерикса в повозке с сеном, и потом долго терпел как Астерикс и Панорамикс издеваются над ним и его однополчанами.

### Клавдиус Метробус
Туроператор, торгующий путешествиями по Галлии, сделавший своим девизом «лютецианские ночи полны радости, веселья и света».

### Клавдиус Неопоссумус
Центурион, которому поручено следить за маленьким испанцем Пепе.

### Косинус
Разбойник, совершивший непоправимую ошибку, стоившую ему разбойничьей карьеры и зубов.
Один из двух римских разбойников, которые, бродя по пути из Галлии, набрели на очень легкую добычу: двух галлов, задремавшим на дороге, оставив без присмотра внушительный мешок. Эта задача была бы легче, чем отнять конфетку у ребенка.

### Латравиата
Известная трагическая актриса из театра Рима. Переоделась в Фальбалу, сделала все возможное, чтобы достать оружие Помпея, ради вызволения родителей из тюрьмы. Раз это «оружие» оказалось в её распоряжении, она в конце концов его возвращает. Относительно честная.

### Луциус Моуриниус
Специальный посланник Цезаря, в ранге префекта, возвел стену вокруг деревни галлов и объявил эмбарго. Заключил кулинарное пари с Астериксом.

### Маркус Кислус
Легионер, чья жизнь хуже собачьей.

### Маркус Лучекостнус
Легионер из третий когорты, чья чрезмерная инициативность закончилась взбучкой и передачей Обеликсу доспехов.

### Милексикус
Римлянин, который помог Астериксу и Обеликсу проехать блокпост Фишфингуса.

### Мотус
Великий оратор. Пользуясь своими талантами риторики, командует гарнизоном Бурдигала (Бордо), получил, наконец, прекрасную возможность продемонстрировать силу Рима: он смог захватить Астерикса и Обеликса, грозных галлов вне закона, развлекавшихся высмеиванием римских гарнизонов во всех уголках Галлии.

### Нервус Иллнус
Человек-авария. Его колесницу, сломавшуюся в дороге, угнали Астерикс и Обеликс.

### Нулеминус
Мозаист, выигравший квартиру в Земле Богов. Отец Проказникуса.

### Проказникус
Сын Дульчии и Нулеминуса, обожает гладиаторские бои, считает Обеликса Гераклом.

### Публий Гладиолус
Римский перфект, решивший подарить Цезарю галла из непокорной деревни для Колизея и схвативший для этого Какофоникса.

### Радиус
Романтик из Рима.

### Саванкосинус
Награжденный психолог. Имеет все необходимые качества для участия в войне с галлами. Когда выходит на поле боя со своей дубиной — галлы начинают подозревать, что секрет волшебного зелья был разгадан.

### Сендер Викториус
Тюремный надзиратель, не очень поладивший с Какофониксом. Из его тюрем никто не сбегал.
Как только он арестовал трех галлов, чтобы принести смятение в этот древний Алькатрас — начался цирк.

### Синус
Разбойник совершивший непоправимую ошибку, стоившую ему разбойничьей карьеры и зубов.

### Скрофулус
Один из центурионов лагеря у деревни галлов, командир самого неуспешного легиона в империи. Когда в лагере появляется центурион Игнорамус — рекомендует ему расслабиться и провести «маленький, но успешный остаток жизни».

### Стратегус
Римский стратег в глубокой депрессии.

### Туллий Осьминогус
Римлянин, который смог.
Выполнил приказ и схватил Панорамикса. А потом искал клубнику, когда ей был не сезон.

### Феркорус
Центурион лагеря Баборум. Дипломат, знает, что с Галлами не важно красноречие, и выбирает временем для визита время дневного сна, непременно приходя на цыпочках. К несчастью, ложный крик «Атака» спровоцировал контратаку галлов, которая и стала последним словом в этих переговорах.

### Фишфингус
Глава розыска Астерикса и Обеликса. По всем дорогам расставил блокпосты.

### Флавия
Жена Радиуса — римского романтика. Отправилась путешествовать по Лютеции вместе с ним.

### Холераморбус
Фармацевт Юлия Цезаря, разрабатывает ему мази.

### Хорус
Безжалостный римский полководец, находясь вне битвы начинает чувствовать себя не в своей стихии.

### Хотелтерминус
Центурион, доведенный до крайности. Командир из 1-легиона, 3-й когорты, 2-й манипулы, 1-й центурии.

### Юлиус Гиппотонус
Легионер из третей когорты, никогда не сидит сложа руки.

### Юлиус Помпилиус
Легионер из Лагеря Петитбонус.

### Юлиус Эпинедекактус
Заговорщик, помогавший Бруту уничтожить Цезариона, сына Клеопатры и Цезаря, чтобы остаться единственным наследником престола. За помощь Брут обещал ему должность сенатора. Переоделся няней и похитил Цезариона.

### Ядовитус Грибокус
Префект города Лугдуна, фанат гения Мальчика-с-Пальчика.

## Скандинавы

### Абба
Дочь вождя викингов. Всячески противится навязываемому ей женственному образу жизни. Симпатизирует Простопниксу.

### Атмосферик
Чувствительный варвар. Один из четырех варваров, которым было доверено схватить Панорамикса. Они не постесняются побить, связать, похитить, или подраться с каждым, кто встанет на их пути.

### Еццентрик
Варвар, получающий удовольствие от драк с Лириком.

### Лирик
Варвар, который предал Риторика, прежде чем предал своего брата-в-законе Сатирика.

### Метрик
Вождь западных варваров, живущих к востоку от Галлии (не путать с восточными варварами).

### Нескаф
Викинг, эксперт в складчине.

### Олаф Тимандахаф
Викинг на сверхурочных. Вождь викингов. Амбициозный лидер, который хочет знать всё. Ищет тайный страх, что придает людям крылья, он отправляется в Галлию со своими лучшими воинами. Здесь он встречает Простопникса, «чемпиона по страху».

### Прехисторик
Варвар, вместе с Тартариком, Атмосфериком, и Эзотериком вторгся в Карнутский лес, и похитил обладателя Золотого Менгира.

### Риторик
Трусливый варвар-переводчик, который мечтает жениться и иметь много маленьких варваров.

### Сатирик
Варвар, шурин Лирика.

### Стенограф
Напарник Телеграфа, который вел Простопникса на «взлетно-посадочную полосу».

### Тартарик
Варвар, вместе с Холериком, Атмосфериком, Прехисториком и Эзотериком вторгся в Карнутский лес, и похитил обладателя Золотого Менгира.

### Телеграф
Норманн, работающий со Стенографом. Вместе с напарником, ведет «чемпиона по страхам» Простопникса на «взлетную полосу».

### Хантингсассен
Датчанин у залива. Датский дог, на которого нарвались викинги. Общается с Догматиксом.

### Холерик
Глава миссии варваров по похищению Панорамикса.

### Эзотерик
Странный варвар. Один из четырех, посланных схватить Панорамикса в Карнутском Лесу.

### Эйфорик
Вождь варваров.

### Электрик
Генерал готов, готов все смести со своего пути.

## Египтяне

### Амонбофис
Египетский архитектор, который хочет сорвать работу Нумеробиса.

### Гивмиэкисс
Очаровательная египтянка, чей поцелуй может подействовать на Астерикса сильнее волшебного зелья.

### Гинфис
Египетский эксперт-шпион выпивший волшебное зелье.

### Дегустатор Клеопатры
Дегустатор, не оценивший кондитерский шедевр Амонбофиса.

### Клеопатра
Царица цариц. Правительница Египта.

### Птениснет
Египтянин, поступил в Римский Легион из-за недоразумения, путает Римский лагерь с летним лагерем.
К счастью для него, Астерикс и Обеликс приняли роли вожатых так, что для Птениснета очень быстро заканчивается ознакомление с прелестями юных лет в армии.

### Спартакис
Руководитель восстания рабов.

### Тамехерис
Капитан корабля на котором галлы и Нумеробис добираются до Египта. Лучший друг Нумеробиса, именно он посоветовал ему поискать помощи у галлов.

### Турневис
Писец и прихвостень, пересматривающий историю парикмахерского искусства.

### Нумеробис
Архитектор с аллергией на крокодилов, даже на священных. По мнению Клеопатры — лучший архитектор в Александрии. В одном из фильмов его звали Номернабис.

### Экономикризис
Образцовый предприниматель.

### Экслибрис
Писец, сидит красиво, даже на корточках. Помогает Нумеробису.

## Британцы

### Красовакс
Двоюродный брат Астерикса, живущий в Британии. Сильный настолько, что его портной является богачом. Недюжинный оптимист и держит марку даже в самое тяжелое время. Идеальный проводник в обычаи, привычки, и традиции бритов. Пристрастился к чашкам с горячей водой (с молоком).

### Мисс Макинтош
Гувернантка Офелии. Не терпит невоспитанности, может за самые краткие сроки сделать из неотесанного викинга подлинного джентльмена. Между ней и Обеликсом совершенно точно проскакивала искра.

### Офелия
Красавица из Британии, возлюбленная Красовакса.

## Пираты

### Рыжебород
Капитан пиратского корабля, которому «везет» постоянно сталкиваться с Астериксом и Обеликсом. Проводит остаток своей жизни, проходя все виды испытаний и невзгод: (регулярные) уничтожения его судов, посадки на мель, затопления и т. д.

### Эрикс
Пиратский ученик. Сын пирата Рыжеборода.

### Дрейфус
Пират-философ. Верная правая рука Рыжеборода, легендарный пират, к опыту которого нельзя не прислушиваться. Любит цитировать латынь.

## Прочие персонажи

### Ирина
Греческая принцесса, возлюбленная Полюбвикса. Очень гордая особа.

### Цезарион
Сын Цезаря и Клеопатры.

### Чен Хуэвос
Отец Пепе и вождь непокорных испанцев. Сама Пепе говорит о нем: «Мой папа — самый сильный папа в мире, даже этот идиот Жюль Цезарь боится моего папы».

### Пепе
Сын Чена Хуэвоса, поклонник Какофоникса.
Очень милый и очень капризный ребенок. Если не дать ему то, что хочется, будет кричать или задержит дыхание до тех пор, пока не получит желаемое. Очень дружен с Идефиксом.